# سفارة المملكة المتحدة في بلغراد
سفارة المملكة المتحدة في بلغراد هي البعثة الدبلوماسية الرئيسية للمملكة المتحدة في صربيا.
تقع السفارة في Resavska 46.
سيان ماكليود هو السفير البريطاني لدى صربيا منذ سبتمبر 2019.
تمثل السفارة أيضًا أقاليم ما وراء البحار البريطانية في صربيا.

## تاريخ

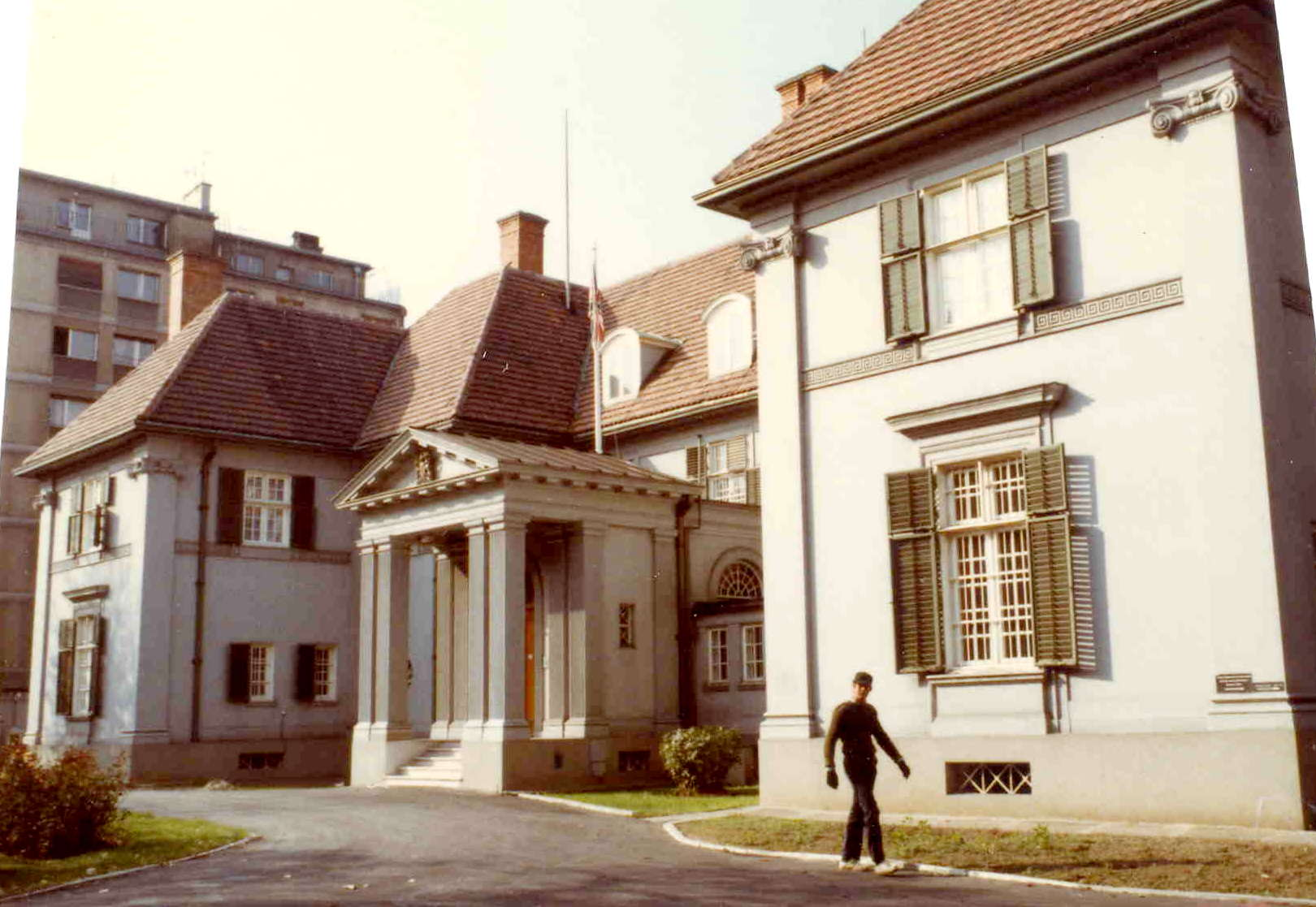
السفارة البريطانية في بلغراد عام 1982.

يقع مقر الانتداب البريطاني الأصلي في بلغراد في 22 Gracanicka Ulica ولكن مع ازدياد أهمية البعثة وتزايد حجم النشاط القنصلي والتجاري الذي تفوق على بنائها. انتقلت السفارة إلى مكان مستأجر في رقم 42 في نفس الشارع في منتصف الثلاثينيات. بعد الحرب العالمية الثانية، كان هذا المبنى مكتظًا تمامًا مرة أخرى. في عام 1951، تم شراء الموقع المجاور في رقم 44 من الحكومة الصربية. تم التخلي عن عقد الإيجار على رقم 42 في أواخر السبعينيات. تقع السفارة الحالية في Resavska 46.

## إقامة السفير
أثناء زيارة الرئيس اليوغوسلافي تيتو إلى بريطانيا في عام 1953، تحدث إليه وزير الخارجية البريطاني السير أنتوني إيدن، حول احتياجات الإقامة في السفارة البريطانية في بلغراد، ونتيجة لذلك، عرضت الحكومة اليوغوسلافية موقعًا جديداً للإقامة، والذي تم قبوله في 1955.
تم تسمية مقر إقامة السفيرة البريطانية في بلغراد بـ "Elsie Inglis House"، على اسم إلسي إنغلس، وهي طبيبة وناشطة من أجل حق المرأة في التصويت ومؤسسة مستشفيات النساء الاسكتلندية في صربيا. أقيم حفل إعادة التسمية في اليوم العالمي للمرأة في عام 2015 وأشرف عليه رئيس صربيا توميسلاف نيكوليتش ثم سفير المملكة المتحدة دينيس كيفي.

## أنظر أيضا
- العلاقات بين صربيا والمملكة المتحدة
- قائمة البعثات الدبلوماسية في صربيا
- قائمة سفراء المملكة المتحدة لدى صربيا